# Origene (nome)
Origene  è un nome proprio di persona italiano maschile.

## Origine e diffusione
Continua il nome greco antico Ὠριγένης (Origenes). Mentre il secondo elemento che compone il nome può certamente essere identificato con γενης (genes), "nato", il primo è di difficile interpretazione: potrebbe essere riconducibile a ὄρος (oros), "montagna", quindi "originario della montagna".

## Onomastico
L'onomastico viene festeggiato il 1º novembre, giorno di Ognissanti, non essendovi santi che portano questo nome. Origene, il noto teologo greco, non è più considerato santo da quando alcuni dei suoi scritti vennero bollati come eretici.

## Persone

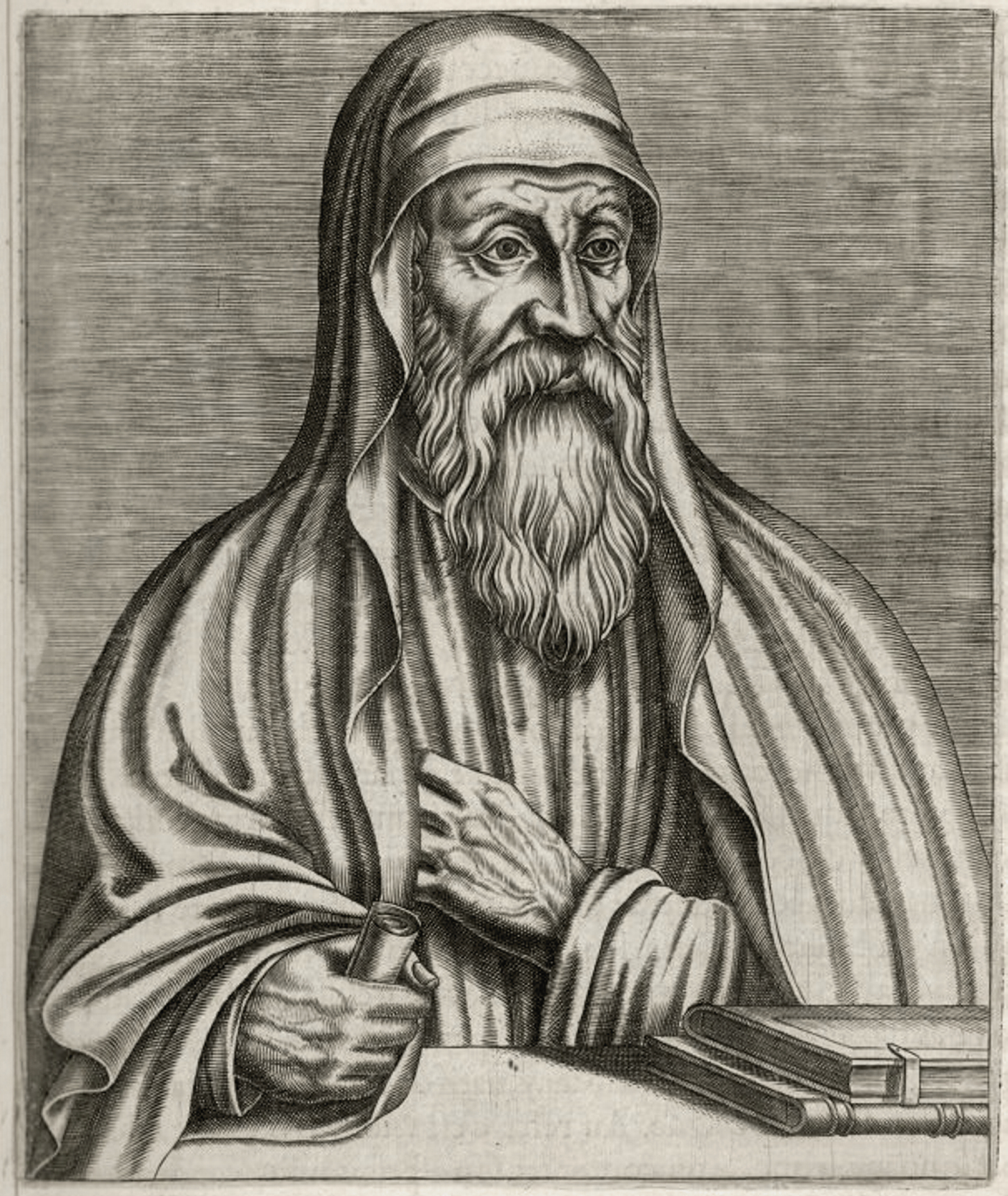
Origene il teologo

- Origene Adamanzio di Alessandria (II – III secolo d.C.), teologo cristiano
- Origene di Alessandria (inizio III secolo d.C.), filosofo pagano
- Luigi Origene Soffrano, vero nome di Jimmy il Fenomeno, attore e comico italiano